# Azaila
Azaila là một đô thị trong tỉnh Teruel, Aragon, Tây Ban Nha. Dân số 162 (2005), diện tích 81,4 km².